# Gerard K. O'Neill
Gerard Kitchen O'Neill, född 6 februari 1927, död 27 april 1992, var en amerikansk fysiker och rymdaktivist. Som fakultetmedlem vid Princeton University, uppfann han en anordning som kallas lagringsring för fysikexperiment med högenergi. Senare uppfann han en magnetisk "launcher" som kallas "mass driver". På 1970-talet utvecklade han en plan för att bygga boplatser i yttre rymden, inklusive en rymdkonstruktion känd som O'Neill-cylindern. Han grundade Space Studies Institute, vars mål är att finansiera forskning inom rymdtillverkning och rymdkolonisering.